# 허혁 (신학자)
허혁(許赫, 1919년~1997년 1월 7일)은 대한민국의 신학자이자 이화여자대학교의 교수였다.
1919년 황해도 해주 출신인 허혁 박사는 감리교신학대학교를 졸업하고 독일 뮌스터 대학교 신학부에서 박사학위를 받았다. 목원대학교를 거쳐 1985년 퇴직한 이화여대 교수 시절 15년간 20여권의 번역서를 냈다. 그의 주도적인 공헌은 루돌프 불트만, 게르하르트 폰 라트, 그리고 귄터 보른캄을 비롯한 신약신학과 구약신학의 권위있는 전문서적들을 번역하여 독일의 신학을 소개한 것이다. 그는 성서 해석학을 학문적으로 정립시킨 신학자로서 한국의 성서 해석학의 수준을 한 단계 올려놓았다는고 평가한다.

## 같이 보기
- 신학적 해석학